# Guledahalu, Hagaribommanahalli
Guledahalu là một làng thuộc tehsil Hagaribommanahalli, huyện Bellary, bang Karnataka, Ấn Độ.